# Liste des monuments de Chefchaouen
Ceci est une liste des monuments classés par le ministère de culture marocain aux alentours de Chefchaouen.
| Identifiant monument                                       | Site        | Monument                      | Adresse | Date de classement | Décret | Coordonnées                        | Illustration               |                       |
| ---------------------------------------------------------- | ----------- | ----------------------------- | ------- | ------------------ | ------ | ---------------------------------- | -------------------------- | --------------------- |
| pc_architecture/sanae:360010                               | Chefchaouen | place el-Makhzen (d)          |         |                    |        | 35° 10′ 08″ nord, 5° 15′ 39″ ouest | Image manquante Téléverser | Télécharger une image |
| pc_architecture/sanae:160116                               | Chefchaouen | Kaf Moulay Abdelkader (d)     |         |                    |        | à géolocaliser                     | Image manquante Téléverser | Télécharger une image |
| pc_architecture/sanae:260614                               | Chefchaouen | Cimetière Sidi Abdelhamid (d) |         |                    |        | 35° 10′ 28″ nord, 5° 15′ 54″ ouest | Image manquante Téléverser | Télécharger une image |
| pc_architecture/sanae:100025                               | Chefchaouen | église de Chefchaouen (d)     |         |                    |        | 35° 10′ 10″ nord, 5° 16′ 07″ ouest | église de Chefchaouen (d)  | Télécharger une image |
| pc_architecture/sanae:190029 et pc_architecture/idpcm:4CA4 | Chefchaouen | Kasbah de Chefchaouen         |         |                    |        | 35° 10′ 07″ nord, 5° 15′ 41″ ouest | Kasbah de Chefchaouen      | Télécharger une image |